# Peter Adrichem
Peter Adrichem (Haarlem, 16 mei 1959) is een Nederlands programmamaker en mediaondernemer. Hij was onder andere algemeen directeur van het in Amsterdam gevestigde multimediabedrijf Endemol Nederland Media Group.

## Biografie
Na zijn studie aan de Nederlandse Film en Televisie Academie (regie en productie) werkte Adrichem als freelance programmamaker voor radio en televisie. Samen met Jos Bergenhenegouwen begon hij als stagiair bij Veronica. Tussen 1987 en 1991 was hij uitvoerend producent van het muziekprogramma Countdown. Ook is hij een van de bedenkers van Bart de Graaffs televisieserie B.O.O.S., de voorloper van de publieke omroep BNN.
In 1991 verzorgde Adrichem in opdracht van de commerciële zender RTL de opzet en ontwikkeling van een eigen productiedivisie (thans RTL Productions). In 1992 richtte hij samen met Jeroen van Baaren 625 TV Produkties op. Met Jeroen Pauw begon hij in 1999 een tweede productiehuis: TVBV. Beide bedrijven fuseerden in 2006 met Rene Stokvis Producties en werden onderdeel van SNP Holding. Bij die onderneming was hij in 2007 en 2008 algemeen directeur.
In februari 2009 werd Adrichem benoemd tot algemeen directeur van Endemol Nederland Media Group. In die functie stond hij aan het hoofd van de bedrijven Endemol Nederland, SNP Media en 625 TV Producties, en is hij tevens betrokken bij de leiding van de productiemaatschappijen TVBV, Haagse Bluf (Bridget Maasland) en S&V Fiction. Adrichem was lid van International Board van de Endemol Group.
Op 31 juli 2012 verlaat Adrichem op eigen initiatief Endemol Nederland en richt zich op zijn werkzaamheden voor TVBV, Talentkitchen, 3 Rivers, mediaconsultancy voor Nederlandse en internationale mediaondernemingen, interim-management, spreekbeurten en dagvoorzitterschappen. 
Adrichem werkte afgelopen jaren onder andere voor Warner Bros Australia, AVROTROS als interim Mediadirecteur en was interim Algemeen Directeur bij BNNVARA.